# Petrocheles australiensis
Petrocheles australiensis is een tienpotigensoort uit de familie van de Porcellanidae. De wetenschappelijke naam van de soort is voor het eerst geldig gepubliceerd in 1876 door Miers.